# 中日辞典
中日辞典（ちゅうにちじてん）は、主に中国語の語彙を日本語で解釈する辞書のこと。漢和辞典とは異なる。
日本で出版する中日辞典以外にも、中国なども中日辞書を編集、出版している。